# Novos Baianos
Novos Baianos va ser un grup brasiler de rock i música popular brasilera de Bahia format als anys 60 i que gaudí d'èxit al llarg de la major part dels 70. Els seus components eren Paulinho Boca de Cantor, Pepeu Gomes, Moraes Moreira, Dadi, Galvão, Jorginho, Baixinho, Bolacha i Baby Consuelo, avui coneguda com a Baby do Brasil.
Inicialment el seu so era una fusió de rock psicodelic amb sons tradicional folclorics brasilers i llatins, un estil que és prou evident en l'àlbum É Ferro na Boneca (1970). La seva música va començar a tendir més cap a la música popular brasilera, particularment degut a la influència de João Gilberto, qui sovint visitava el grup. El seu àlbum de 1972 Acabou Chorare conté el gran clàssic Preta Pretinha. El grup tenia un marcat aspecte hippie i, el mateix any, es van moure a una comunitat a Jacarepaguá. Van deixar Som Livre i s'uniren a la marca Continental el 1973. El grup va publicar gravacions fins que es van separar el 1978.
Es considera Novos Baianos com un dels grups més importants i revolucionaris de la música bralisera. El 2007 Acabou Chorare fou triat per la revista Rolling Stone com el millor àlbum brasiler de tots els temps.

## Història

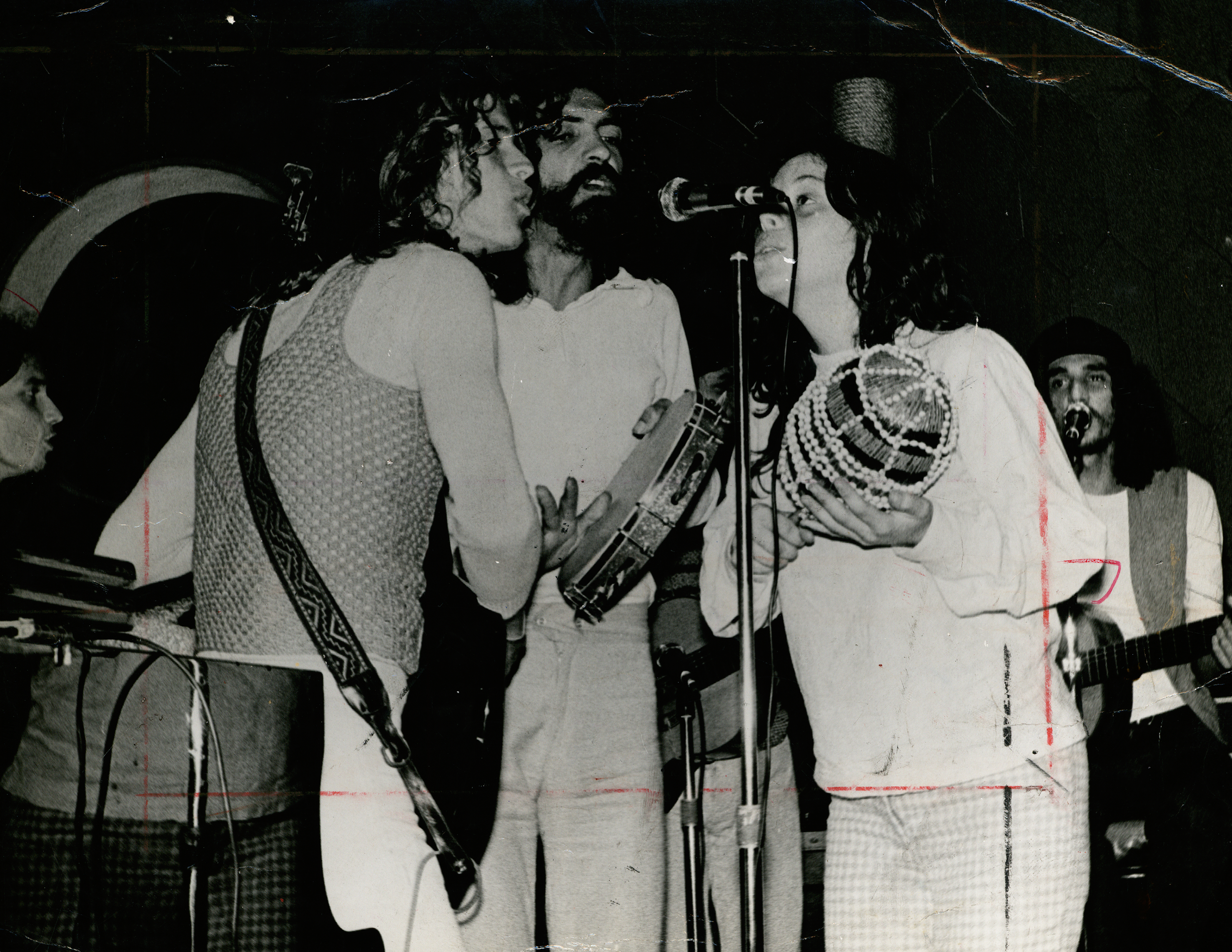
Novos Baianos, 1972.

Novos Baianos, 1972.

Novos Baianos es va formar anys anys 60, però es van presentar en públic per primera vegada el 1968 a l'espectacle Desembarque dos bestioles depois do dilúvio, presentat a Salvador, Bahia, Brasil. En aquell temps, el grup estava compost per Moreira, Boca de Cantor, Consol i Galvão.
El 1969, el grup va participar al 5è Festival de Música Popular Brasilera, tocant la cançó «De vera». L'origen del nom va sorgir durant una presentació al canal de televisió Rede Record. Quan el grup encara no posseïa nom Marcos Antônio Riso, el productor de festival, va cridar (en portuguès) "Porta dalt a aquests nous bahianos!", referint-se al lloc d'origen de la banda. Aquesta cançó apareix al primer àlbum de la banda, É ferro na boneca, que es va gravar un any més tard. Inicialment el seu so era una fusió de rock psicodèlic amb sons de folk tradicional de Brasil.
Originalment, el grup només tocava amb Pepeu Gomes i Jorginho als seus concerts en viu. Gradualment, Gomes va començar a adquirir un rol més important en el grup: després del seu casament amb Consuelo, es va convertir en un membre oficial de la banda i en el seu arranjador juntament amb Moreira.
La seva música va començar a gravitar més entorn de la música popular brasilera, degut particularment a la influència de João Gilberto, qui visitava freqüentment al grup. El seu segon àlbum, Acabou Chorare contenia els clàssics «Brasil Pandeiro», «Preta Pretinha», «Mistério do Planeta» i «Besta é tu». Va ser sota el segell discogràfic Som Livre el 1972, i anys després seria considerat el millor disc de música brasilera per la revista Rolling Stone. Al voltant d'aquest període el grup va incorporar a Un Cor do Som com a banda auxiliar.
El 1972, després de gravar Acabou Chorare, Novos Baianos es va moure a una comunitat a Vargem Grande, Rio de Janeiro. Van viure en un garatge on van tocar i van compondre música i van jugar a futbol freqüentment. Per això mateix el seu tercer àlbum es va titular Novos Baianos F.C., el qual va ser gravat amb la discogràfica Continental el 1973. El grup, durant aquest període, va cultivar una forta hippie.
La banda va llançar àlbums fins a la seva ruptura el 1978. El 1974, van gravar el seu primer àlbum sense Moreira, qui havia decidit començar la seva carrera de solista. Atès que Moreira havia compost cançons amb Galvão i havia arreglat cançons amb Gomes per als àlbums precedents, la seva sortida va resultar ser una pèrdua molt gran pel grup. Els membres van intentar continuar i van incorporar al Gato Félix al grup.
El 1976, Dadi va deixar el grup per començar Un Cor do Som. Novos Baianos va substituir a Didi però tot i així, el grup es va separar alguns anys més tard pel fet que diversos dels seus membres van començar carreres en solitari. Tot i la fi de la banda, els membres de Novos Baianos es van reunir moltes vegades amb motiu de celebració d'esdeveniments especials.
El 1997, el compositor del grup, Luiz Galvão, va publicar el llibre Años 70: Novos e Baianos per a Editora 34. El llibre explica la història del grup i la seva importància en la música brasilera. Després que Galvão edités el llibre, el grup es va reunir per a gravar un àlbum nou, anomenat Infinit Circular, i va ser gravat en viu al Metropolitan de Rio de Janeiro. El 2007, Moreira també va publicar un llibre sobre el grup. Va ser escrit dins del gènere literatura de cordill i es va titular A Història dos Novos Baianos i Outros Versos.
El 2009, la banda es va reunir sense Moreira per celebrar els seus 40 anys i el seu rol revolucionari a la música brasilera. També planegen gravar un àlbum amb una cançó inèdita.

## Discografia

### Àlbums d'estudi
- 1970: É Ferro na Boneca (RGE)
- 1972: Acabou Chorare (Som Livre)
- 1973: Novos Baianos F. C. (Continental)
- 1974: Novos Baianos (Continental)
- 1974: Vamos pro Mundo (Som Livre)
- 1976: Caia na Estrada e Perigas Ver (Tapecar)
- 1977: Praga de Baiano (Tapecar)
- 1978: Farol da Barra (CBS)

### Àlbums en directe
- 1997: Infinito Circular (Globo/Polydor)
- 2017 – Acabou Chorare - Novos Baianos Se Encontram (Som Livre)

### Senzills
- 1969 – "Colégio de Aplicação" / "De Vera" (RGE)
- 1970 – "Curto da Véu e Grinalda" / "Volta Que o Mundo Dá" (RGE)
- 1971 – "Psiu" / "29 Beijos" / "Globo da Morte" / "Mini Planeta Íris" (Disc doble) (RGE)
- 1971 – "Dê um Rolê" / "Você Me Dá um Disco?" / "Caminho de Pedro" / "Risque" (Disc doble) (Philips)
- 1973 – "No Tcheco Tcheco" / "Boas Festas" (Continental)
- 1973 – "A Minha Profundidade" / " O Prato e a Mesa" (Continental)
- 1976 – "Ninguém Segura Este País" / "Ovo de Colombo" (Tapecar)
- 1979 – "Casei no Natal, Larguei no Reveillon" / "Pra Enlouquecer na Praça" / "Alibabá Alibabou" / "Apoteose do Trio para Dodô" (CBS)

## Components

### Actuals
- Luiz Galvão (des de 1969)
- Baby do Brasil (des de 1969)
- Paulinho Boca de Cantor (des de 1969)
- Pepeu Gomes (des de 1969)
- Jorginho Gomes (des de 1969)
- Dadi Carvalho (des de 1969)

### Anteriors
- Moraes Moreira (1969–1974; 1997–2020)
- Baxinho
- Odair Cabeça de Poeta
- Charles Negrita
- Bola Morais